# Sugar (Album)
Sugar (englisch für „Zucker“) ist das zweite Studioalbum des deutschen DJs Robin Schulz.

## Entstehung und Artwork
Die meisten Stücke des Albums wurden von Robin Schulz in Kooperation mit weiteren oft wechselnden Autoren verfasst. Das deutsche Produzenten-Trio um Junkx (bestehend aus: Dennis Bierbrodt, Jürgen Dohr und Guido Kramer) schrieb dabei an sieben Stücken und somit den meisten Liedern des Albums mit, weiter wirkten Autoren an einzelnen Stücken mit. Mit Ausnahme eines Titels wurden alle Stücke von Schulz in Zusammenarbeit mit immer wechselnden Koproduzenten produziert. Lediglich das Lied World Turns Grey wurde nicht von Schulz produziert, hier tätigte er nur einen Remix. Abmischung und Mastering erfolgten durch Junkx und Schulz. Das Album wurde unter den Musiklabels Tonspiel und Warner Music Group veröffentlicht. Auf dem Cover des Albums ist – neben Künstlernamen und Albumtitel – Schulz’ Oberkörper mit einem Kapuzenpullover bekleidet zu sehen. Auf seinem Oberkörper spiegelt sich eine Skyline wider.

## Veröffentlichung und Promotion
Die Erstveröffentlichung von Sugar erfolgte am 25. September 2015 in Deutschland, Österreich und der Schweiz. Das Album besteht aus 15 neuen Studioaufnahmen. Neben der regulären Ausgabe wurde zeitgleich eine spezielle iTunes-Version veröffentlicht. Diese beinhaltet einen zusätzlichen SUGAR (Continous Album Mix) mit einer Länge von über 50 Minuten.
Um die Lieder und das Album zu bewerben, folgte unter anderem ein Liveauftritt zur Hauptsendezeit während der Echoverleihung 2015. Hierbei traten Robin Schulz und Ilsey während eines Medleys von Schulz erstmals live mit Headlights zusammen im deutschen Fernsehen auf. Ende Juli 2015 war Sugar der offizielle Werbesong für die ProSieben-Primetime-Werbung.

## Inhalt
Das Album besteht aus 15 neu eingespielten Titeln und enthält wie sein Vorgänger eine Mischung aus neuen Stücken und Remixversionen bereits veröffentlichter Stücke. Alle Liedtexte sind in englischer Sprache verfasst. Musikalisch bewegen sich die Lieder im Bereich der elektronischen Tanzmusik. Bei Sugar (Baby Bash), Pride (Marvin Gaye), Save Tonight (Eagle-Eye Cherry) und World Turns Grey (Princess Chelsea) handelt es sich um Coverversionen bzw. Remixversion bereits veröffentlichter Stücke von anderen Künstlern. Bei dem Rest handelt es sich um neue Titel von Robin Schulz. Im Vergleich zum Vorgänger Prayer beinhaltet dieses Album mehr neue Stücke als Remixe.
| #  | Titel                                              | Autor(en) | Produzent(en)              | Länge |
| -- | -------------------------------------------------- | --- | -------------------------- | ----- |
| 1  | Headlights (feat. Ilsey)                           | Eric Frederic, Ilsey Juber, Joe London, Tom Peyton, John Ryan, Andreas Schuller, Robin Schulz                                                | Robin Schulz               | 3:30  |
| 2  | Sugar (feat. Francesco Yates)                      | Francisco Bautista, Dennis Bierbrodt, Ronald Bryant, Jürgen Dohr, Guido Kramer, Robin Schulz, Francesco Yates                                | Robin Schulz               | 3:41  |
| 3  | Heatwave (feat. Akon)                              | Dennis Bierbrodt, Stefan Dabruck, Jürgen Dohr, Guido Kramer, Bryan Nelson, Jordan Peter Orvosh, Robin Schulz, Aliaune Thiam, Thomas Troelsen | Robin Schulz               | 3:09  |
| 4  | Yellow (feat. Disciples)                           | Dennis Bierbrodt, Jürgen Dohr, Nathan Duvall, Gavin Koolman, Guido Kramer, Luke McDermott, Robin Schulz                                      | Disciples, Robin Schulz    | 3:37  |
| 5  | Show Me Love (feat. J.U.D.G.E.)                    | Dennis Bierbrodt, Jürgen Dohr, Richard Judge, Guido Kramer, Robin Schulz                                                                     | J.U.D.G.E., Robin Schulz   | 4:18  |
| 6  | Love Me Loud (feat. M-22 & Aleesia)                | Dennis Bierbrodt, Frank Bülles, Jürgen Dohr, Matt James, Guido Kramer, Robin Schulz, Alicia Stamkos                                          | M-22, Robin Schulz         | 3:37  |
| 7  | Pride (feat. soFly & Nius)                         | Marvin Gaye, William Stevenson, Norman Whitfield                                                                                             | Robin Schulz, soFly & Nius | 3:04  |
| 8  | Find Me (feat. HEYHEY)                             | Dennis Bierbrodt, Jürgen Dohr, Guido Kramer, Robin Schulz                                                                                    | Robin Schulz               | 3:19  |
| 9  | Titanic                                            | Dennis Bierbrodt, Jürgen Dohr, Alex Isaak, Guido Kramer, Robin Schulz                                                                        | Alex Isaak, Robin Schulz   | 3:40  |
| 10 | This Is Your Life                                  | Dana Al Fardan, Kevin Bleibaum, Robin Schulz                                                                                                 | Robin Schulz               | 3:28  |
| 11 | Save Tonight (feat. Moguai & Solamay)              | Eagle-Eye Cherry | Moguai, Robin Schulz       | 3:38  |
| 12 | 4 Life (feat. Graham Candy)                        | Dennis Bierbrodt, Jürgen Dohr, Martijn Konijnenburg, Guido Kramer, Robin Schulz                                                              | Robin Schulz               | 3:18  |
| 13 | Wave Goodbye (feat. Henri PFR & Jeffrey Jey)       | Henri Peiffer, Gianfranco Randone, Robin Schulz                                                                                              | Henri PFR, Robin Schulz    | 3:15  |
| 14 | World Turns Grey (feat. HEYHEY & Princess Chelsea) | Chelsea Nikkel | Princess Chelsea           | 3:52  |
| 15 | Moonlit Sky (feat. Moby & The Void Pacific Choir)  | Richard Melville Hall | Moby, Robin Schulz         | 4:10  |
|    | iTunes Bonus-Track                                 | |                            |       |
| 16 | SUGAR (Continous Album Mix)                        | | Robin Schulz               | 51:47 |

## Singleauskopplungen
Bereits fünf Monate vor der Veröffentlichung von Sugar wurde am 3. April 2015 die Single Headlights ausgekoppelt. Ebenfalls vorab erschien zwei Monate zuvor am 17. Juli 2015 die zweite Singleauskopplung Sugar. Die dritte (Promo-)Single Yellow erschien am 18. September 2015. Als vierte Singleveröffentlichung folgte Show Me Love am 27. November 2015. Die letzte Singleveröffentlichung Heatwave wurde am 13. Mai 2016 ausgekoppelt. Alle Singles konnten sich europaweit in den Singlecharts platzieren. Die ersten beiden Singleauskopplungen erreichten Top-10- oder Spitzenplatzierungen in allen deutschsprachigen Ländern.
Singles in den Charts

| Jahr | Titel        | Höchstplatzierung, Gesamtwochen, AuszeichnungChartplatzierungen (Jahr, Titel, , Platzierungen, Wochen, Auszeichnungen, Anmerkungen) | Höchstplatzierung, Gesamtwochen, AuszeichnungChartplatzierungen (Jahr, Titel, , Platzierungen, Wochen, Auszeichnungen, Anmerkungen) | Höchstplatzierung, Gesamtwochen, AuszeichnungChartplatzierungen (Jahr, Titel, , Platzierungen, Wochen, Auszeichnungen, Anmerkungen) | Höchstplatzierung, Gesamtwochen, AuszeichnungChartplatzierungen (Jahr, Titel, , Platzierungen, Wochen, Auszeichnungen, Anmerkungen) | Höchstplatzierung, Gesamtwochen, AuszeichnungChartplatzierungen (Jahr, Titel, , Platzierungen, Wochen, Auszeichnungen, Anmerkungen) | Höchstplatzierung, Gesamtwochen, AuszeichnungChartplatzierungen (Jahr, Titel, , Platzierungen, Wochen, Auszeichnungen, Anmerkungen) | Anmerkungen                                                                      |
| Jahr | Titel        | DE | AT | CH | UK | US | Dance | Anmerkungen                                                                      |
| ---- | ------------ | --- | --- | --- | --- | --- | --- | -------------------------------------------------------------------------------- |
| 2015 | Headlights   | DE6 Platin · (33 Wo.)DE | AT2 Gold · (28 Wo.)AT | CH7 Gold · (33 Wo.)CH | UK96 (1 Wo.)UK | — | Dance17 (20 Wo.)Dance | Erstveröffentlichung: 3. April 2015 Verkäufe: + 850.000; feat. Ilsey             |
| 2015 | Sugar        | DE1 Diamant · (55 Wo.)DE | AT1 Platin · (44 Wo.)AT | CH1 ×2Doppelplatin · (51 Wo.)CH | UK21 Platin · (34 Wo.)UK | US44 Platin · (15 Wo.)US | Dance2 (42 Wo.)Dance | Erstveröffentlichung: 17. Juli 2015 Verkäufe: + 4.466.666; feat. Francesco Yates |
| 2015 | Yellow       | DE73 (2 Wo.)DE | — | CH70 (1 Wo.)CH | — | — | Dance50 (1 Wo.)Dance | Erstveröffentlichung: 18. September 2015 (Promo) mit Disciples                   |
| 2015 | Show Me Love | DE2 Platin · (28 Wo.)DE | AT4 Gold · (23 Wo.)AT | CH12 Gold · (19 Wo.)CH | — | — | — | Erstveröffentlichung: 27. November 2015 Verkäufe: + 495.000; mit J.U.D.G.E.      |
| 2016 | Heatwave     | DE30 Gold · (22 Wo.)DE | AT24 (16 Wo.)AT | — | — | — | — | Erstveröffentlichung: 13. Mai 2016 Verkäufe: + 265.000; feat. Akon               |

## Mitwirkende
Albumproduktion
- Akon (Aliaune Thiam): Autor, Gesang
- Dana Al Fardan: Autor
- Aleesia: Gesang
- Frank Bautista: Autor
- Dennis Bierbrodt: Abmischung, Autor, Mastering
- Kevin Bleibaum: Autor
- Ronald Bryant: Autor
- Frank Bülles: Autor
- Graham Candy: Gesang
- Stefan Dabruck: Autor
- Jürgen Dohr: Abmischung, Autor, Mastering
- Nathan Duvall: Autor, Gesang, Musikproduzent
- Eagle-Eye Cherry: Autor
- Eric Frederic: Autor
- Marvin Gaye: Autor
- HEYHEY: Gesang
- Alex Isaak: Autor, Musikproduzent
- Matt James: Autor, Musikproduzent
- Jeffrey Jey (Gianfranco Randone): Autor, Gesang
- Ilsey Juber: Autor, Gesang
- Richard Judge (J.U.D.G.E.): Autor, Gesang, Musikproduzent
- Martijn Konijnenburg: Autor
- Gavin Koolman: Autor, Gesang, Musikproduzent
- Guido Kramer: Abmischung, Autor, Mastering
- Joe London: Autor
- Luke McDermott: Autor, Gesang, Musikproduzent
- Moby (Richard Melville Hall): Autor, DJ, Musikproduzent
- Moguai: DJ, Musikproduzent
- Bryan Nelson: Autor
- Chelsea Nikkel (Princess Chealsea): Autor, Gesang, Musikproduzent
- Jordan Peter Orvosh: Autor
- Tom Peyton: Autor
- Henri Peiffer (Henri PFR): Autor, DJ, Musikproduzent
- John Ryan: Autor
- Frank Sanders: Musikproduzent
- Andreas Schuller: Autor
- Robin Schulz: Abmischung, Autor, DJ, Mastering, Musikproduzent, Remixer
- soFLY & Nius: Gesang, Musikproduzent
- Solamay: Gesang
- Alicia Stamkos: Autor
- William Stevenson: Autor
- Thomas Troelsen: Autor
- The Void Pacific Choir: Gesang
- Norman Whitfield: Autor
- Francesco Yates: Autor, Gesang

Unternehmen
- Tonspiel: Musiklabel
- Warner Music Group: Musiklabel

## Rezeption

### Auszeichnungen
Am 7. April 2016 wurde Schulz für den Erfolg des Albums im vergangenen Jahr zweimal mit dem ECHO Pop in den Kategorien Bester nationaler Act im Ausland und Dance (national) ausgezeichnet, in letzterer setzte er sich gegen Deichkind, Gestört aber geil, Felix Jaehn und Paul Kalkbrenner durch.

### Rezensionen
Das deutschsprachige Musikportal jpc.de bewertete das Album mit fünf von fünf Punkten.

## Kommerzieller Erfolg

### Chartplatzierungen
Sugar erreichte in Deutschland Position drei der Albumcharts und konnte sich insgesamt zwei Wochen in den Top 10 und 45 Wochen in den Charts halten. In Österreich erreichte das Album Position vier und konnte sich insgesamt eine Woche in den Top 10 und 15 Wochen in den Charts halten. In der Schweiz erreichte das Album Position eins und konnte sich insgesamt eine Woche an der Spitze, fünf Wochen in den Top 10 und 37 Wochen in den Charts halten. In den Vereinigten Staaten erreichte das Album in acht Chartwochen Position 154 der Charts. 2015 platzierte sich Sugar in den deutschen Album-Jahrescharts auf Position 79, sowie auf Position 72 in der Schweiz. 2016 platzierte sich das Album auf Position 100 in den Schweizer Single-Jahrescharts.
Für Schulz ist dies bereits der zweite Charterfolg in Deutschland, Österreich, der Schweiz und den Vereinigten Staaten. In Deutschland, Österreich und der Schweiz ist es sein zweiter Top-10-Erfolg in den Albumcharts. In der Schweiz ist es sein erstes Nummer-eins-Album.
| ChartsChartplatzierungen       | Höchstplatzierung | Wochen |
| ------------------------------ | ----------------- | ------ |
| Deutschland (GfK)              | 3 (45 Wo.)        | 45     |
| Österreich (Ö3)                | 4 (15 Wo.)        | 15     |
| Schweiz (IFPI)                 | 1 (37 Wo.)        | 37     |
| Vereinigte Staaten (Billboard) | 154 (8 Wo.)       | 8      |

| ChartsJahrescharts (2015) | Platzierung |
| ------------------------- | ----------- |
| Deutschland (GfK)         | 79          |
| Schweiz (IFPI)            | 72          |

| ChartsJahrescharts (2016) | Platzierung |
| ------------------------- | ----------- |
| Schweiz (IFPI)            | 100         |

### Auszeichnungen für Musikverkäufe
Im Februar 2016 wurde Sugar in Deutschland mit einer Goldenen Schallplatte für über 100.000 verkaufte Exemplare ausgezeichnet. Im August 2017 folgte eine weitere Gold-Auszeichnung in Kanada sowie im Februar 2018 in Dänemark. In Finnland wurde das Album mit Platin im Jahr 2018 ausgezeichnet. Damit wurde das Album insgesamt dreimal mit Gold und zweimal mit Platin für über 185.000 verkaufte Einheiten ausgezeichnet.
| Land/Region        | Auszeichnungen für Musikverkäufe (Land/Region, Auszeichnung, Verkäufe) | Verkäufe |
| ------------------ | ---------------------------------------------------------------------- | -------- |
| Dänemark (IFPI)    | Gold                                                                   | 10.000   |
| Deutschland (BVMI) | Gold                                                                   | 100.000  |
| Finnland (IFPI)    | Platin                                                                 | 20.000   |
| Kanada (MC)        | Gold                                                                   | 40.000   |
| Neuseeland (RMNZ)  | Platin                                                                 | 15.000   |
| Insgesamt          | 3× Gold · 2× Platin ·                                                  | 185.000  |

Hauptartikel: Robin Schulz/Auszeichnungen für Musikverkäufe